# Aravaca (municipio)
Aravaca fue un municipio de España perteneciente a la provincia de Madrid.

## Historia
En la actualidad la superficie que ocupaba pertenece al término municipal de la ciudad de Madrid. El decreto que aprobaba la anexión del término data de 28 de octubre de 1949; el municipio fue finalmente anexionado a Madrid el 20 de octubre de 1951.
El barrio de Aravaca, perteneciente al distrito de Moncloa-Aravaca, toma el nombre del municipio.

## Demografía
| Gráfica de evolución demográfica de Aravaca entre 1842 y 1940 |
| |
| Población de derecho (1842-1897, excepto 1857 y 1860 que es población de hecho) según los censos de población del siglo XIX. Población de derecho (1900-1991) o población residente (2001) según los censos de población del INE. |